# Langewahl
Langewahl este o comună din landul Brandenburg, Germania.